# Колчестер (Вермонт)
Ко́лчестер (англ. Colchester) — город в округе Читтенден, штат Вермонт, США. Согласно данным переписи населения США 2010 года, население города составляет 17 067 человек.

## География
Город находится в северо-западной части штата, на восточном берегу озера Шамплейн, на расстоянии приблизительно 53 километров к северо-западу от Монтпилиера, административного центра штата. Абсолютная высота — 63 метра над уровнем моря.

Согласно данным бюро переписи населения США, площадь территории города составляет 151,9 км², из которых, 95,5 км² приходится на сушу и 56,3 км² (то есть 37,1 %) на водную поверхность.

## Демография
По данным переписи населения 2000 года в Колчестере проживало 16 986 человек, 4184 семьи, насчитывалось 6144 единицы домашних хозяйств и 6727 жилых домов. Средняя плотность населения составляла около 70,4 человека на один квадратный километр.

Расовый состав города по данным переписи распределился следующим образом: 96,53 % белых, 0,63 % — афроамериканцев, 0,17 % — коренных американцев, 1,58 % — азиатов, 0,04 % — выходцев с тихоокеанских островов, 0,8 % — представителей смешанных рас, 0,25 % — других народностей. Испаноговорящие составили 1,11 % от всех жителей города.

Из 6144 домашних хозяйств в 34,1 % — воспитывали детей в возрасте до 18 лет, 55,2 % представляли собой совместно проживающие супружеские пары, в 8,8 % семей женщины проживали без мужей, 31,9 % не имели семей. 22,2 % от общего числа семей на момент переписи жили самостоятельно, при этом 5 % составили одинокие пожилые люди в возрасте 65 лет и старше. Средний размер домашнего хозяйства составил 2,5 человек, а средний размер семьи — 2,96 человека.

Население города по возрастному диапазону по данным переписи 2000 года распределилось следующим образом: 22,6 % — жители младше 18 лет, 16,2 % — между 18 и 24 годами, 32,1 % — от 25 до 44 лет, 22,7 % — от 45 до 64 лет и 6,4 % — в возрасте 65 лет и старше. Средний возраст жителей составил 33 года. На каждые 100 женщин в Брэттлборо приходилось 96 мужчины, при этом на каждые сто женщин 18 лет и старше приходилось 95 мужчин также старше 18 лет.

Средний доход на одно домашнее хозяйство в городе составил 31 997 долларов США, а средний доход на одну семью — 44 267 доллара. При этом мужчины имели средний доход в 31001 доллар США в год против 25 329 долларов среднегодового дохода у женщин. Доход на душу населения в городе составил 19 554 долларов в год. 9,2 % от всего числа семей в городе и 13,1 % от всей численности населения находилось на момент переписи населения за чертой бедности, при этом 18 % из них были моложе 18 лет и 9,2 % — в возрасте 65 лет и старше.

Средний доход на одно домашнее хозяйство в городе составил 51 429 долларов США, а средний доход на одну семью — 58 358 долларов. При этом мужчины имели средний доход в 38 268 доллар США в год против 30 880 долларов среднегодового дохода у женщин. Доход на душу населения в городе составил 22 472 доллара в год. 5,4 % от всего числа семей в городе и 6,3 % от всей численности населения находилось на момент переписи за чертой бедности, при этом 8,2 % из них были моложе 18 лет и 9,7 % — в возрасте 65 лет и старше.